# Stuart Graham (pilote automobile)
Pour les articles homonymes, voir Stuart Graham.
Stuart Graham (à ne pas confondre avec l'acteur Stuart Graham né en 1967 qui a entre autres joué dans la série Thirteen), né le 9 janvier 1943 à West Kirby (Cheshire), est un pilote automobile anglais, de compétitions sur circuits pour voitures de sport Tourisme, durant les années 1970. 

## Biographie
Il remporte à deux reprises consécutives le RAC Tourist Trophy, en 1974 et 1975 au volant d'une Chevrolet Camaro Z28 à Silverstone (terminant aussi 4e en 1979 et 6e en 1977), puis il finit troisième des 1 000 kilomètres de Kyalami en 1976 également sur Camaro Z28 (avec le Suédois Reine Wisell).
Il termine aussi deux fois troisième du Championnat britannique des voitures de tourisme (le BTCC), en 1974 et 1975 avec la Camaro Z28. En 1977 il obtient -avec le Fabergé Racing- deux victoires pour trois podiums dans le Championnat de France des voitures de Production, sur Ford Capri II 3000 S (à Dijon 1, et Albi; 3e aussi à Albi 2).
Sa carrière se déroule de 1974 à 1980, mais il réapparait en 2013 au Goodwood Revival (le St. Marys Trophy) au volant d'une Renault 4CV.